# Joseph von Koudelka
Joseph Freiherr von Koudelka (* 5. Juni 1773 in Wien; † 20. Mai 1850 in Wien) war ein k. k. Feldmarschallleutnant. Gemäß den Statuten des Leopold-Ordens erhielt er 1826 die Freiherrenwürde, das Diplom allerdings erst am 10. März 1834.

## Leben
Koudelka begann seine militärische Karriere am 1. Mai 1790 als Stabs-Fourier. Er wurde zum Stabsquartiermeister-Lieutenant befördert und machte während der Napoleonischen Kriege Karriere im General-Quartiermeisterstab, wo er bis 1816 zum Oberst aufstieg. Im Juli 1813 wurde ihm die Leitung der Geschäfte des General-Quartiermeisterstabes übertragen und im Jahr darauf in Anerkennung seiner in den Befreiungskriegen geleisteten ausgezeichneten Dienste mit dem Kommandeurskreuz des Leopold-Ordens ausgezeichnet. Außerdem erhielt er den Orden der Heiligen Anna II. Klasse und das Großkreuz des Ritterordens der hl. Mauritius und Lazarus.
1815 war er General-Quartiermeister unter Frimont in Italien und schloss als solcher am 11. Juli den Waffenstillstand mit Marschall Suchet in Lyon ab. Anschließend war er vom September 1815 bis März 1816 Chef des General-Quartiermeisterstabes der Armee, dann kurz zweiter Oberst im Infanterie-Regiment Nr. 56 (Wenzel Colloredo) und erhielt dann das Kommando über das Infanterie-Regiment Nr. 3 (Erzherzog Karl). Im Jahr 1820 wurde Koudelka zum Generalmajor und Brigadier in Olmütz ernannt, Februar 1821 in gleicher Eigenschaft nach Sankt Pölten und kurz darauf nach Italien. 1827 kam er als Brigadier wieder nach Sankt Pölten. Am 10. Dezember 1831 erhielt er als Feldmarschallleutnant eine Division in Prag. Im Jahr 1834 wurde er zum Inhaber des 40. Infanterie-Regiments ernannt.
Koudelka war von 1832 bis 1835 Divisionär in Bregenz und kam im März 1837 nach Wien. Im Jahr 1837 wurde er in Wien in den Ruhestand versetzt. In seinem Ruhestand widmete er sich der Musik, dem Zeichnen und der Malerei. Er war auch Experte für alte Kirchenmusik und ihrer Geschichte. Er fertigte zahlreiche Radierungen an die in der Folge auch veröffentlicht wurden. Nach seinem Tod wurde er auf dem Hietzinger Friedhof begraben.

## Familie
Koudelka heiratete die Freiin Katharina Wetzlar von Plankenstern (1787–1847). Das Paar hatte mehrere Kinder:
- Pauline (1806–1840), Malerin ⚭ Anton von Schmerling (1805–1893)
- Stephanie (1808–1889)[3] ⚭ 8. Oktober 1834 (Scheidung 1847) Freiherr Eugen Dickmann von Secherau (1793–1863)
- Rudolph (1810–1871)[4], Feldmarschallleutnant[5] ⚭ N.N. , Eltern von Alfred von Koudelka, Vizeadmiral
- Philippine, Pianistin und Komponistin ⚭ Ignaz von Besznak
- Flora[6] ⚭ János Döry de Jobaháza